# Violka dvoukvětá
Violka dvoukvětá (Viola biflora) je druh dvouděložné rostliny z čeledi violkovité (Violaceae).

## Synonyma
- Chrysion biflorum (L.) Spach
- Dischidium biflorum (L.) Opiz
- Viola uniflora L. sensu Krocker

## Popis
Jedná se o vytrvalou rostlinu s oddenkem, dorůstající výšky asi 10–15 centimetrů, lodyha se vytváří. Listy jsou přízemní i lodyžní, čepele jsou ledvinité až okrouhle ledvinité s pilovitým nebo mělce vroubkovaným okrajem. Palisty jsou celokrajné, zelené. Listénce na květní stopce jsou zakrnělé nebo velmi malé. Kališních lístků je 5, jsou volné, cca 4–5 mm dlouhé, přívěsek je zakrnělý. Korunních lístků je 5, jsou také volné, sytě žluté, spodní lístek má krátkou ostruhu a 3 purpurové čárky. Kvete od května do srpna. Tyčinek je 5. Gyneceum je srostlé ze 3 plodolistů, je parakarpní, semeník je svrchní. Plodem je cca 5–6 mm dlouhá tobolka.

## Karyologie
2n=12

## Výskyt ve světě
Violka dvoukvětá roste v severní Evropě, v horách střední Evropy a jižní Evropy, v horách v Asii, na Sibiři na východ až po Japonsko, také na Čukotce a na Aljašce. V Japonsku na ní navazuje příbuzný druh Viola crassa, na Kamčatce Viola avatschensis, v západní Kanadě ji nahrazuje Viola orbiculata, v jižním Himálaji pak Viola szetschwanensis. Mapa rozšíření viz zde: .

## Výskyt v Česku
V ČR roste hlavně v horách, zpravidla na horských prameništích a v horských luzích.